# Đồng Phú, Long Hồ
Đồng Phú là một xã cũ thuộc huyện Long Hồ, tỉnh Vĩnh Long, Việt Nam.

## Địa lý
Xã Đồng Phú nằm ở phía bắc huyện Long Hồ, có vị trí địa lý:
- Phía đông giáp xã Bình Hòa Phước và Sông Tiền
- Phía tây giáp xã An Bình và Sông Tiền
- Phía nam giáp xã Bình Hòa Phước và xã Hòa Ninh
- Phía bắc giáp Sông Tiền.

Xã Đồng Phú có diện tích là 20,24 km², dân số năm 2022 đạt 16.350 người, mật độ dân số là 807 người/km².

### Điều kiện tự nhiên
Địa hình của xã tương đối bằng phẳng, có nhiều sông ngòi, ao, hồ, mương, rạch, đất bãi bồi và cồn mới nổi. Trên địa bàn xã, có 50% số ấp giáp sông Tiền.
Đồng Phú là một trong bốn xã cù lao của huyện Long Hồ, nổi bật với hệ thống sông rạch đan xen. Với khí hậu ôn hòa, đặc trưng của vùng đồng bằng sông Cửu Long, cùng với sự thay đổi giữa mùa khô và mùa mưa, Đồng Phú tạo điều kiện thuận lợi cho việc sản xuất nông nghiệp.
Xã có diện tích tự nhiên là 2.024,72 ha. Cư dân chủ yếu sống bằng nghề nông, trồng cây ăn trái và nuôi thủy sản, trong đó cá da trơn là mặt hàng chủ lực xuất khẩu.
Dân cư tại xã Đồng Phú chủ yếu là dân tộc Kinh, cùng với một số ít dân tộc Khmer và người Hoa. Xã này gồm 10 ấp và 3.866 hộ với 16.350 nhân khẩu.

## Hành chính
Xã Đồng Phú được chia thành 10 ấp: Phú Thạnh I, Phú Thạnh II, Phú Thạnh III, Phú Thạnh IV, Phú Mỹ I, Phú Mỹ II, Phú Hòa II, Phú Thuận I, Phú Thuận II, Thuận Long.

## Lịch sử
Xã Đồng Phú là một vùng đất có lịch sử hình thành từ hơn 1.000 năm trước, nhờ sự bồi đắp của phù sa từ sông Cửu Long.
Trong quá khứ, Đồng Phú đã chứng kiến nhiều chiến công lịch sử. Trong thời kỳ chống Pháp – Nhật, Dân quân cách mạng xã Đồng Phú đã có những trận đánh chìm nhiều tàu Tây, Nhật tại voi cồn Thùng (nay thuộc ấp Phú Mỹ I). Các trận đánh này đã để lại nhiều dấu tích lịch sử quý giá.
Xã Đồng Phú được thành lập vào năm 1934 từ làng Phú Mỹ (khu vực 4 ấp Phú Thạnh hiện nay) và 2 ấp Phú Thuận, Thuận Long (từ làng Ninh Thuận cũ) thuộc tổng kính Bình Trấn Vĩnh Thanh, Vĩnh Long.
Năm 1945 – 1954, Ủy ban kháng chiến xã Đồng Phú thuộc huyện Cái Nhum, tỉnh Bến Tre (có lúc thuộc tỉnh Vĩnh Long).
Ngày 30 tháng 4 năm 1975 – 1976, Ủy ban nhân dân Cách mạng xã Đồng Phú, huyện Cái Nhum, tỉnh Vĩnh Long được hình thành.
Tháng 6 năm 1976, xã Đồng Phú thuộc huyện Cái Nhum, tỉnh Vĩnh Long từ năm 1976 – 1985.
Năm 1986 – 1991, xã Đồng Phú thuộc thị xã Vĩnh Long, tỉnh Cửu Long. 
Năm 1992 đến nay, xã Đồng Phú thuộc huyện Long Hồ, tỉnh Vĩnh Long.

## Kinh tế
Đồng Phú là một xã chuyên về nông nghiệp, nổi tiếng với việc trồng cây ăn trái và nuôi thủy sản. Nhờ sự bồi đắp của nhánh sông Tiền, vùng đất này có nước ngọt quanh năm và phù sa màu mở, tạo điều kiện thuận lợi cho việc phát triển kinh tế dựa trên vườn cây ăn trái. Đồng Phú cung cấp nhiều loại trái cây ngon cho thị trường trong và ngoài nước, bao gồm chôm chôm, nhãn Edol, ổi, sầu riêng,....
Ngoài ra, xã này còn tập trung vào việc phát triển du lịch sinh thái miệt vườn. Trên địa bàn xã có một số điểm du lịch nổi bật, bao gồm một khu du lịch do công ty trách nhiệm hữu hạn - dịch vụ - thương mại thủy sản Vĩnh Long quản lý với diện tích 100 ha, một điểm du lịch do doanh nghiệp Tân Hiệp Phát II quản lý với diện tích 90 ha, cùng với một điểm Homestay phục vụ khách du lịch đến thăm địa phương.

### Giáo dục
Các trường học trên địa bàn xã:
- Trường Mẫu giáo Đồng Phú.
- Trường Tiểu học Đồng Phú A.
- Trường Tiểu học Đồng Phú B.
- Trường Tiểu học Đồng Phú C.
- Trường Trung học cơ sở Đồng Phú.[4]